# Lac des Escarcets
Le lac des Escarcets est un lac artificiel situé dans le Var, sur la commune du Cannet-des-Maures, créé dans le cadre de la lutte contre les incendies par les services de l'état en 1969.

## Géographie
Sa superficie est de 14 hectares. Sa largeur approximative est de 200 mètres. Sa longueur approximative est de 500 mètres. Son volume est d'environ 500 000 mètres cubes. Il est situé dans la plaine des Maures, au sein de la réserve naturelle nationale de la plaine des Maures.

## Histoire
Le lac a été créé en 1969 , il appartient au conservatoire du littoral.

## Galerie photo

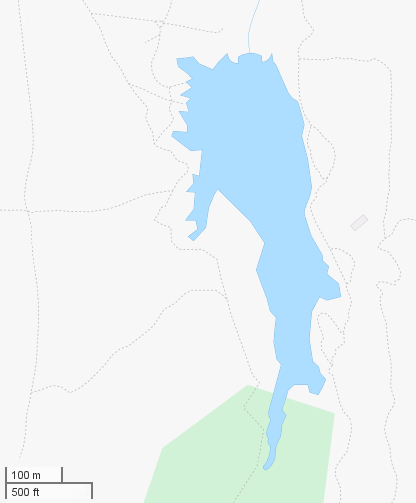
Carte simplifiée du Lac des Escarcets
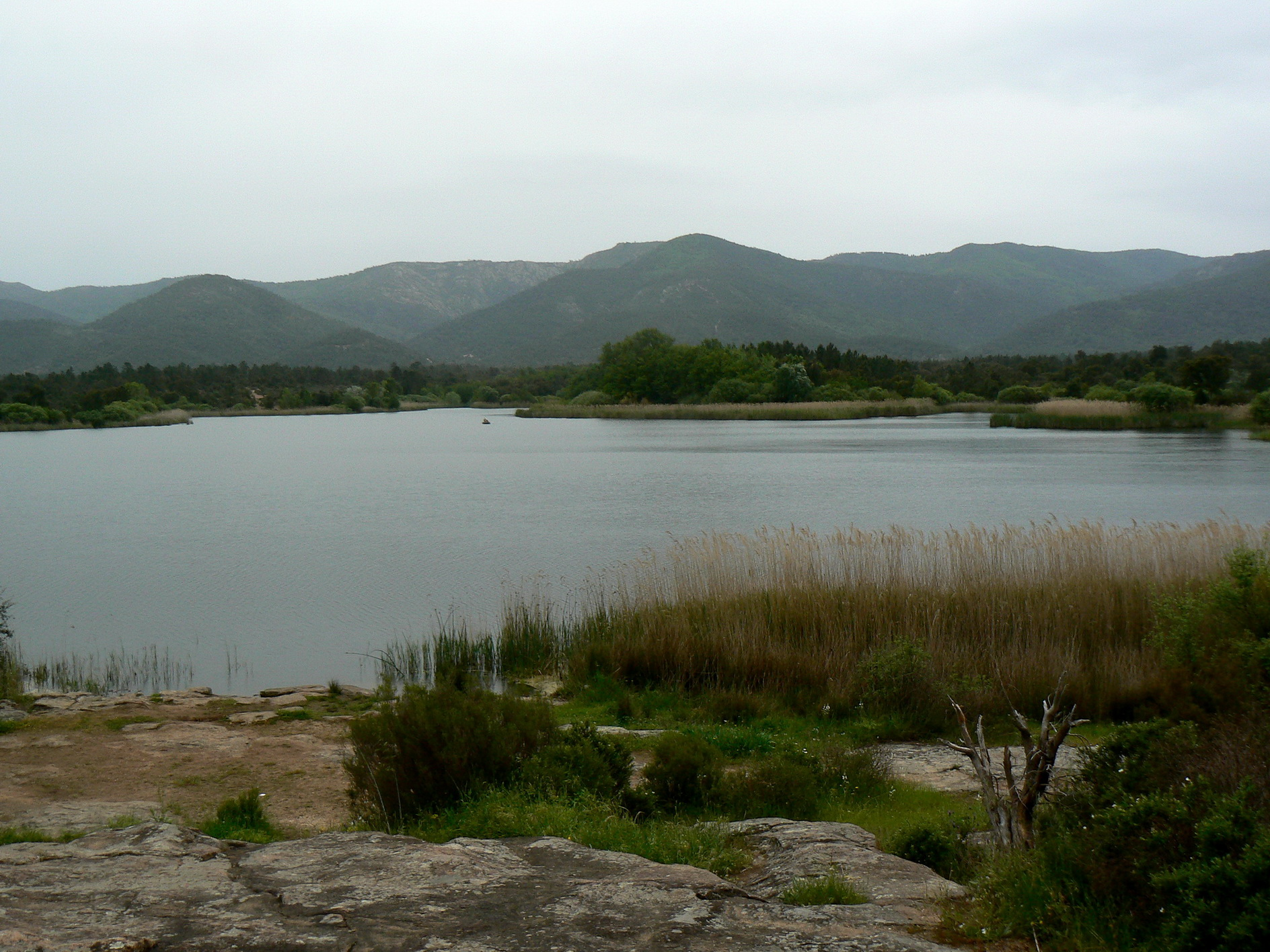
La vue du Lac depuis le Nord.
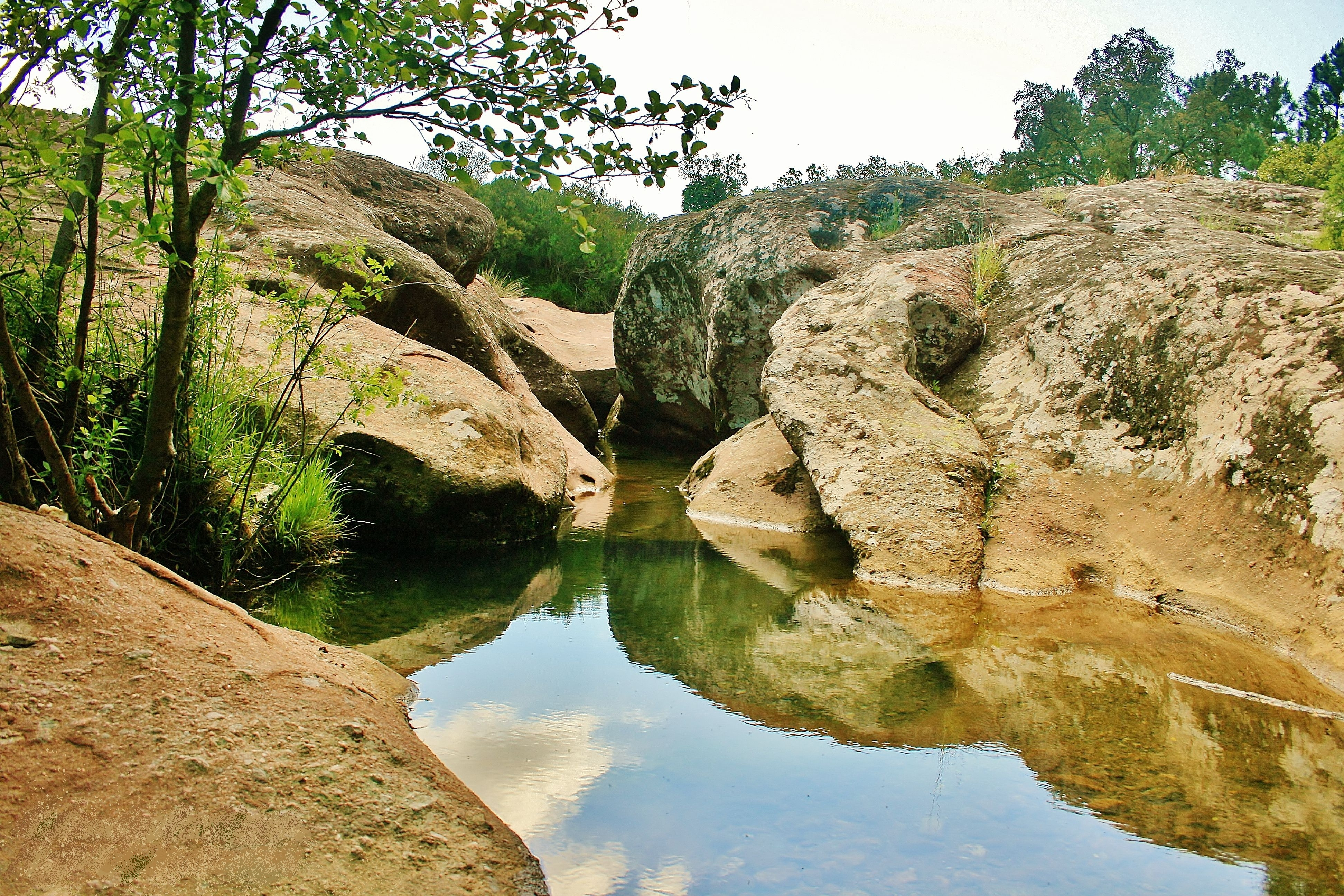
Le ruisseau des Mines, un des deux ruisseaux qui alimentent le lac au Sud.
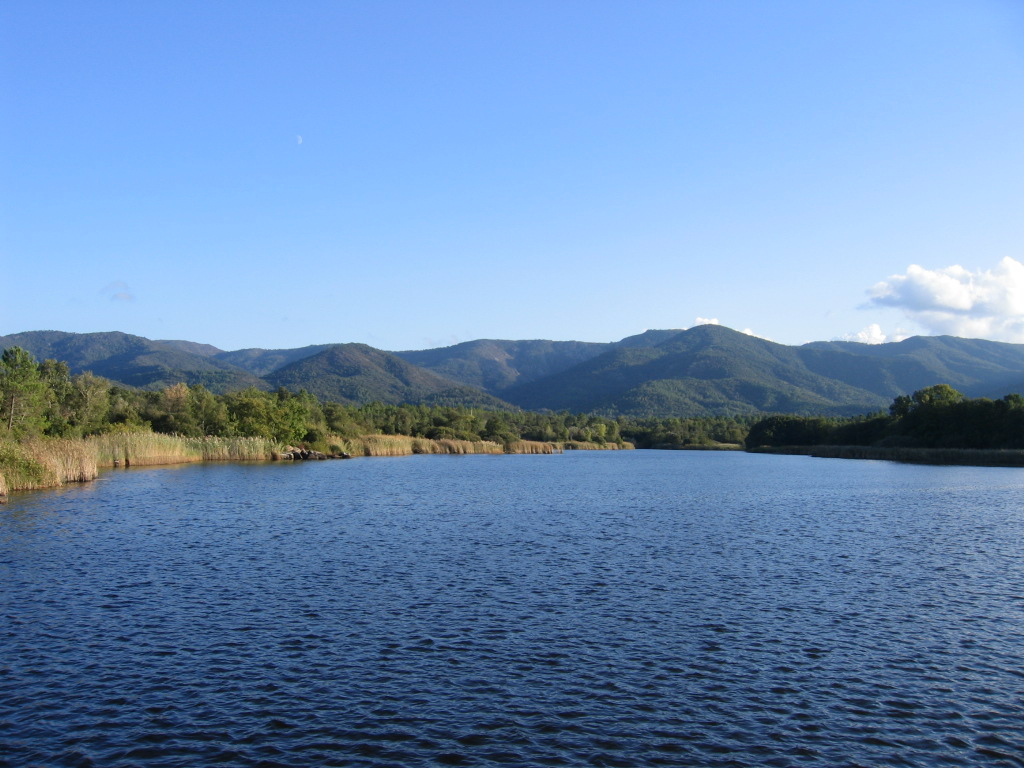
Une autre vue du Lac.